# Élections sénatoriales de 1977 en Seine-et-Marne
Les élections sénatoriales en Seine-et-Marne ont eu lieu le dimanche 25 septembre 1977. Elles ont eu pour but d'élire les quatre sénateurs représentant le département au Sénat pour un mandat de neuf années.

## Contexte départemental
Lors des élections sénatoriales du 22 septembre 1968 en Seine-et-Marne, trois sénateurs ont été élus, tous modérés.
Depuis, tous les effectifs du collège électoral des grands électeurs ont été renouvelés, avec les élections législatives de 1973, les élections cantonales de 1973 et 1976 et les élections municipales de 1977.

## Rappel des résultats de 1968
|                | Maurice Lalloy       | UDR            | 754   | 52,95  |  |  |
|                | Pierre Brun          | Ind.           | 744   | 52,24  |  |  |
|                | Étienne Dailly       | Rad.           | 729   | 51,19  |  |  |
|                | André Maurice        | UDR            | 603   | 42,34  |  |  |
|                | Daniel Simon         | DVG            | 274   | 19,24  |  |  |
|                | Marcel Chatriot      | Mod.           | 227   | 15,94  |  |  |
|                | Victor Prudhomme     | FGDS           | 149   | 10,46  |  |  |
|                | André Carrez         | PCF            | 135   | 9,48   |  |  |
|                | Maryvonne Pouvreau   | PCF            | 130   | 9,13   |  |  |
|                | Jean Séjourné        | PCF            | 114   | 8,00   |  |  |
|                | Marcel Rieul-Paisant | Mod.           | 103   | 7,23   |  |  |
|                | Jean Lacquemant      | Rad.           | 44    | 3,09   |  |  |
|                | Jacques Vazel        | DVG            | 7     | 0,49   |  |  |
|                |                      |                |       |        |  |  |
| Inscrits       | Inscrits             | Inscrits       | 1 467 | 100,00 |  |  |
| Abstentions    | Abstentions          | Abstentions    | 18    | 1,22   |  |  |
| Votants        | Votants              | Votants        | 1 449 | 98,77  |  |  |
| Blancs et nuls | Blancs et nuls       | Blancs et nuls | 25    | 1,70   |  |  |
| Exprimés       | Exprimés             | Exprimés       | 1 424 | 97,07  |  |  |

## Sénateurs sortants
|  | Identité        | Étiquette | Groupe | Fonctions lors de l'élection en 1968                                 |
|  | --------------- | --------- | ------ | -------------------------------------------------------------------- |
|  | Pierre Brun (†) | DVD       | UDR-R. | Conseiller général et maire du Châtelet-en-Brie                      |
|  | Guy Millot      | Ind.      | RASNAG | Maire de Meaux                                                       |
|  | Étienne Dailly  | Rad.      | GD     | Conseiller général et maire de Nemours, président du conseil général |
|  | Maurice Lalloy  | DVD       | UDR-R. | —                                                                    |

Guy Millot remplace Pierre Brun, décédé en fonction, à partir du 3 mars 1976.

## Présentation des candidats et des suppléants
Les nouveaux représentants sont élus pour une législature de 9 ans au suffrage universel indirect par les 1 934 grands électeurs du département. En Seine-et-Marne, les sénateurs sont élus au scrutin majoritaire à deux tours. Leur nombre passe de 3 à 4 soit un siège de plus qu'en 1968. On compte 21 candidats dans le département, chacun avec un suppléant, dont cinq candidatures individuelles.
| T/S | Candidats | Candidats          | Parti | Principale fonction                                                             |
| --- | --------- | ------------------ | ----- | ------------------------------------------------------------------------------- |
| Liste d'Union de la gauche et d'entente républicaine                                                     |           |                    |       |                                                                                 |
| T |           | Maryvonne Pouvreau | PCF   | Maire honoraire de Dammarie-les-Lys                                             |
| S |           | Pierre Roux        | PCF   | Adjoint au maire de Montry                                                      |
| T |           | Marcel Pinault     | FRP   | Conseiller général de Lizy-sur-Ourcq                                            |
| S |           | Bertin Leizérovici | FRP   |                                                                                 |
| T |           | Jean Séjourné      | PCF   | Maire de Varennes-sur-Seine                                                     |
| S |           | Paul Gautier       | PCF   | Conseiller général de Dammartin-en-Goële et maire de Saint-Mard                 |
| T |           | Jacques Dauer      | FRP   |                                                                                 |
| S |           | Marie-Anne Delbosc | FRP   |                                                                                 |
| Liste pour l'autogestion et l'expression des communes                                                    |           |                    |       |                                                                                 |
| T |           | Bernard Castagner  | PSU   | Maire de Coupvray                                                               |
| S |           | Émile Lederer      | PSU   |                                                                                 |
| T |           | Jacques Cauchemez  | PSU   |                                                                                 |
| S |           |                    | PSU   |                                                                                 |
| T |           | Léonard Ortis      | PSU   |                                                                                 |
| S |           |                    | PSU   |                                                                                 |
| T |           | Claude Morlet      | PSU   |                                                                                 |
| S |           |                    | PSU   |                                                                                 |
| Liste d'union républicaine de la gauche socialiste et radicale pour la défense des intérêts des communes |           |                    |       |                                                                                 |
| T |           | Jean Grattier      | PS    | Maire de Nemours                                                                |
| S |           | Marcel Bosc        | PS    | Adjoint au maire de Meaux                                                       |
| T |           | Michel Diefenthal  | PS    | Maire de Croissy-Beaubourg                                                      |
| S |           | Marc Fromion       | PS    | Maire de Gurcy-le-Châtel                                                        |
| T |           | Marc Bareyre       | MRG   | Conseiller général de Mormant et maire de Courtomer                             |
| S |           |                    | MRG   |                                                                                 |
| T |           | Louis Reboul       | PS    | Maire de Roissy-en-Brie                                                         |
| S |           |                    | PS    |                                                                                 |
| Liste d'union pour la défense des libertés                                                               |           |                    |       |                                                                                 |
| T |           | Étienne Dailly     | Rad.  | Sénateur sortant, conseiller général de Nemours et président du conseil général |
| S |           | Jean Dumoulinneuf  | DVD   | Maire de Marolles-sur-Seine                                                     |
| T |           | Marc Jacquet       | RPR   | Conseiller général de Melun-Sud et maire de Melun                               |
| S |           | Philippe François  | RPR   | Maire de Coulombs-en-Valois                                                     |
| T |           | Paul Séramy        | CDS   | Conseiller général et maire de Fontainebleau                                    |
| S |           | Robert Piat        | CDS   | Conseiller général de la Ferté-Gaucher et maire de Saint-Rémy-la-Vanne          |
| T |           | Jacques Larché     | PR    | Conseiller général de Rebais et adjoint au maire de Saint-Denis-lès-Rebais      |
| S |           | Claude Maurice     | PR    | Conseiller municipal de Saint-Soupplets                                         |
| Candidatures isolées                                                                                     |           |                    |       |                                                                                 |
| T |           | Jean Deramaix      | DVD   | Conseiller général de Lorrez-le-Bocage-Préaux et maire de Voulx                 |
| S |           | Pierre Dupuis      | DVD   |                                                                                 |
| T |           | René Gresser       | Mod.  | Ancien maire de Veneux-les-Sablons                                              |
| S |           | Étienne Furtos     | Mod.  | Maire d'Unias (Loire)                                                           |
| T |           | Guy Millot         | DVD   | Sénateur sortant, conseiller municipal de Meaux                                 |
| S |           | Pierre Granet      | DVD   | Maire de Nonville                                                               |
| T |           | Hervé Le Mouellic  | SE    |                                                                                 |
| S |           | Lionel Coton       | SE    |                                                                                 |
| T |           | Guy Rabourdin      | RPR   | Ancien conseiller général et maire de Chelles, ancien député                    |
| S |           | Pierre Bourjot     | RPR   | Maire de Chessy                                                                 |

## Résultats
| Candidat et parti politique | Candidat et parti politique | Candidat et parti politique | Premier tour | Premier tour | Second tour | Second tour |
| Candidat et parti politique | Candidat et parti politique | Candidat et parti politique | Voix         | %            | Voix        | %           |
| --------------------------- | --------------------------- | --------------------------- | ------------ | ------------ | ----------- | ----------- |
|                             | Paul Séramy                 | CDS                         | 1 022        | 52,95        |             |             |
|                             | Étienne Dailly              | Rad.                        | 932          | 48,29        | 1 011       | 52,71       |
|                             | Jacques Larché              | PR                          | 930          | 48,18        | 1 008       | 52,55       |
|                             | Marc Jacquet                | RPR                         | 557          | 28,86        | 1 022       | 53,28       |
|                             | Marc Bareyre                | MRG                         | 512          | 26,53        | 756         | 39,41       |
|                             | Jean Grattier               | PS                          | 502          | 26,01        | 688         | 35,87       |
|                             | Michel Diefenthal           | PS                          | 458          | 23,73        |             |             |
|                             | Louis Reboul                | PS                          | 456          | 23,62        |             |             |
|                             | Maryvonne Pouvreau          | PCF                         | 373          | 19,32        | 803         | 41,86       |
|                             | Jean Séjourné               | PCF                         | 359          | 18,60        | 2           | 0,10        |
|                             | Marcel Pinault              | FRP                         | 336          | 17,41        | 23          | 1,20        |
|                             | Jacques Dauer               | FRP                         | 335          | 17,36        | 32          | 1,67        |
|                             | Jean Deramaix               | DVD                         | 110          | 5,70         |             |             |
|                             | Guy Millot                  | DVD                         | 108          | 5,59         |             |             |
|                             | Guy Rabourdin               | RPR                         | 67           | 3,47         |             |             |
|                             | René Gresser                | Mod.                        | 29           | 1,50         |             |             |
|                             | Hervé Le Mouellic           | SE                          | 15           | 0,78         | 18          | 0,94        |
|                             | Bernard Castagner           | PSU                         | 30           | 1,55         |             |             |
|                             | Jacques Cauchemez           | PSU                         | 23           | 1,19         |             |             |
|                             | Claude Morlet               | PSU                         | 23           | 1,19         |             |             |
|                             | Léonard Ortis               | PSU                         | 20           | 1,03         |             |             |
|                             |                             |                             |              |              |             |             |
| Inscrits                    | Inscrits                    | Inscrits                    | 1 934        | 100,00       | 1 934       | 100,00      |
| Abstentions                 | Abstentions                 | Abstentions                 | 2            | 0,10         | 7           | 0,36        |
| Votants                     | Votants                     | Votants                     | 1 932        | 99,89        | 1 927       | 99,64       |
| Blancs et nuls              | Blancs et nuls              | Blancs et nuls              | 2            | 0,10         | 9           | 0,46        |
| Exprimés                    | Exprimés                    | Exprimés                    | 1 930        | 99,79        | 1 918       | 99,17       |